# Apucarana Sports
O Apucarana Sports (conhecido como Apucarana e cujo acrônimo é AS) foi um clube de futebol profissional brasileiro, com sede na cidade de Apucarana, estado do Paraná.
Suas cores são o vermelho o preto e o branco e sua casa é o Estádio Municipal Olímpio Barreto (até 2013 conhecido como Estádio Municipal Bom Jesus da Lapa, com capacidade para 10.000 espectadores, em 2025, o clube foi extinto para dar a fundação do City London Futebol Clube.

## História
A fundação do clube ocorreu em 29 de março de 1937. Em 2014, o clube associou-se com Roma Esporte Apucarana, da cidade de Apucarana e o Cincão Esporte Clube de Londrina e criou o Apucarana Sports LTDA., com CNPJ do Cincão para participar a 2ª divisão do campeonato paranaense.
Em janeiro de 2015, por falta de apoio dos torcedores e empresários, transferiu a sede para a cidade vizinha Arapongas, tendo o seu nome alterado para Grêmio Esportivo Araponguense, passando a ter como casa o Estádio dos Pássaros.
Em 2016, a fusão com o Cincão foi desfeita e o clube retornou as competições oficiais, disputando o Campeonato Paranaense da Divisão de Acesso de 2016.
No ano de 2016, o Apucarana disputou a Série B do Paranaense e a Taça FPF. No Paranaense a equipe conquistou a 6ª colocação, sendo eliminado nas quartas de final pelo Grêmio Maringá empatando e 2 a 2 E perdendo de 2 a 1, terminando a campanha de 9 jogos, Com apenas 1 Vitória, 3 empates e 5 derrotas, totalizando 6 pontos. Na Taça FPF, fez uma grande campanha, chegando as semifinais, sendo eliminado pelo Andraus de Campo Largo, após uma Vitória do Apucarana de 2 a 1, sofreu o reves do time do Andraus, perdendo de 2 a 0 , assim conquistando a 3ª colocação na classificação geral, uma das melhores colocações da equipe.
Em 2018, foi vice-campeão da terceira divisão estadual.
Em Agosto de 2024 a equipe anunciou em suas redes sociais que deixaria a cidade de apucarana depois de 10 anos e trocaria de sede e nome.
Em 17 de dezembro de 2024 a equipe anunciou sua chegada em Londrina e se transformaria em City London Futebol Clube.

## Estatísticas

### Participações
|  | Participações em 2025 |

| Competição | Competição       | Temporadas | Melhor campanha           | Estreia | Última | P | R |
| Paraná     | Segunda Divisão  | 9          | 3° colocado (2020 e 2021) | 2014    | 2024   | – | 2 |
| Paraná     | Terceira Divisão | 2          | Vice-campeão (2018)       | 2018    | 2025   | 1 |   |

### Últimas Temporadas
Legenda:
| Campeão Vice-campeão | Campeão do Interior Paranaense Classificado ao Campeonato Brasileiro - Série D e Copa do Brasil | Rebaixamento Acesso |